# Beneath the Skin (Of Monsters and Men)
Beneath the Skin è il secondo album in studio del gruppo musicale islandese Of Monsters and Men, pubblicato in Islanda l'8 giugno 2015 il giorno seguente in versione internazionale, con l'etichetta Universal.
Annunciato il 16 marzo 2015, il suo singolo di debutto è Crystals, uscito proprio quel giorno. Ne segue una forte fase promozionale, durante la quale vengono pubblicati i singoli I of the storm, Empire e Hunger. I lyric video sono realizzati dalla compagnia islandese Tjarnargatan, mentre il video ufficiale di Crystals è firmato "Arni and Kinski". L'album è disponibile, in versione internazionale, in due formati: standard (con 11 brani) e deluxe (con 15 brani). La copertina è stata realizzata dall'artista Leif Podhajsky.

## Tracce

### Versione standard
1. Crystals – 4:02 (Nanna Bryndís Hilmarsdóttir, Ragnar Þórhallsson, Arnar Rósenkranz Hilmarsson)
2. Human – 3:58 (Nanna Bryndís Hilmarsdóttir, Ragnar Þórhallsson)
3. Hunger – 4:50 (Nanna Bryndís Hilmarsdóttir, Ragnar Þórhallsson)
4. Wolves Without Teeth – 3:58 (Nanna Bryndís Hilmarsdóttir, Ragnar Þórhallsson, Arnar Rósenkranz Hilmarsson)
5. Empire – 4:22 (Nanna Bryndís Hilmarsdóttir, Ragnar Þórhallsson, Arnar Rósenkranz Hilmarsson)
6. Slow Life – 5:43 (Nanna Bryndís Hilmarsdóttir, Ragnar Þórhallsson, Arnar Rósenkranz Hilmarsson)
7. Organs – 4:31 (Nanna Bryndís Hilmarsdóttir, Ragnar Þórhallsson)
8. Black Water – 4:13 (Nanna Bryndís Hilmarsdóttir, Ragnar Þórhallsson, Arnar Rósenkranz Hilmarsson)
9. Thousand Eyes – 4:02 (Nanna Bryndís Hilmarsdóttir, Ragnar Þórhallsson)
10. I of the Storm – 4:36 (Nanna Bryndís Hilmarsdóttir, Ragnar Þórhallsson, Arnar Rósenkranz Hilmarsson)
11. We Sink – 4:23 (Nanna Bryndís Hilmarsdóttir, Ragnar Þórhallsson, Arnar Rósenkranz Hilmarsson)

### Edizione deluxe[3]
1. Backyard – 4:19
2. Winter Sound – 3:42
3. Black Water (Chris Taylor of Grizzly Bear remix) – 4:27
4. I of the Storm (Alex Somers remix) – 4:32

## Formazione
- Arnar Rósenkranz Hilmarsson - batteria, tastiere
- Brynjar Leifsson - chitarra elettrica
- Kristján Páll Kristjánsson - basso
- Nanna Bryndís Hilmarsdóttir - voce, chitarra acustica
- Ragnar Þórhallsson - voce, chitarra acustica

## Classifiche

### Classifiche settimanali
| Classifica (2015) | Posizione massima |
| ----------------- | ----------------- |
| Islanda           | 1                 |

### Classifiche di fine anno
| Classifica (2015) | Posizione |
| ----------------- | --------- |
| Islanda           | 1         |